# Bythocaris
Bythocaris is een geslacht van garnalen uit de familie van de Hippolytidae. De wetenschappelijke naam is voor het eerst geldig gepubliceerd door Georg Ossian Sars in 1870. Sars beschreef toen tevens de typesoort Bythocaris simplicirostris die in de Lofoten was gevonden.

## Verspreiding en leefgebied
De soorten uit dit geslacht leven vooral in diep zeewater in de noordelijke en arctische zeeën. Bythocaris gracilis en Bythocaris nana S.I. Smith werden in de Golfstroom gevonden tussen 37 en 40° noorderbreedte. Bythocaris cosmetops komt voor in de oostelijke Atlantische Oceaan bij Sierra Leone. Bythocaris floridensis, Bythocaris gorei en Bythocaris miserabilis komen voor in de westelijke Atlantische Oceaan bij Florida.

## Soorten
- Bythocaris akidopleura Fransen, 1993
- Bythocaris biruli Kobjakova, 1964
- Bythocaris cosmetops Holthuis, 1951
- Bythocaris cryonesus Bowman & Manning, 1972
- Bythocaris curvirostris Kobjakova, 1957
- Bythocaris elegans Bryazgin, 1982
- Bythocaris floridensis Abele & Martin, 1989
- Bythocaris gorei Abele & Martin, 1989
- Bythocaris gracilis Smith, 1885
- Bythocaris grumanti Burukovsky, 1966
- Bythocaris irene Retowsky, 1946
- Bythocaris kobjakovae Sokolov, 2000
- Bythocaris leucopis G. O. Sars, 1879
- Bythocaris miserabilis Abele & Martin, 1989
- Bythocaris nana Smith, 1885
- Bythocaris payeri (Heller, 1875)
- Bythocaris simplicirostris G.O. Sars, 1870